# Johann Helfrich von Müller

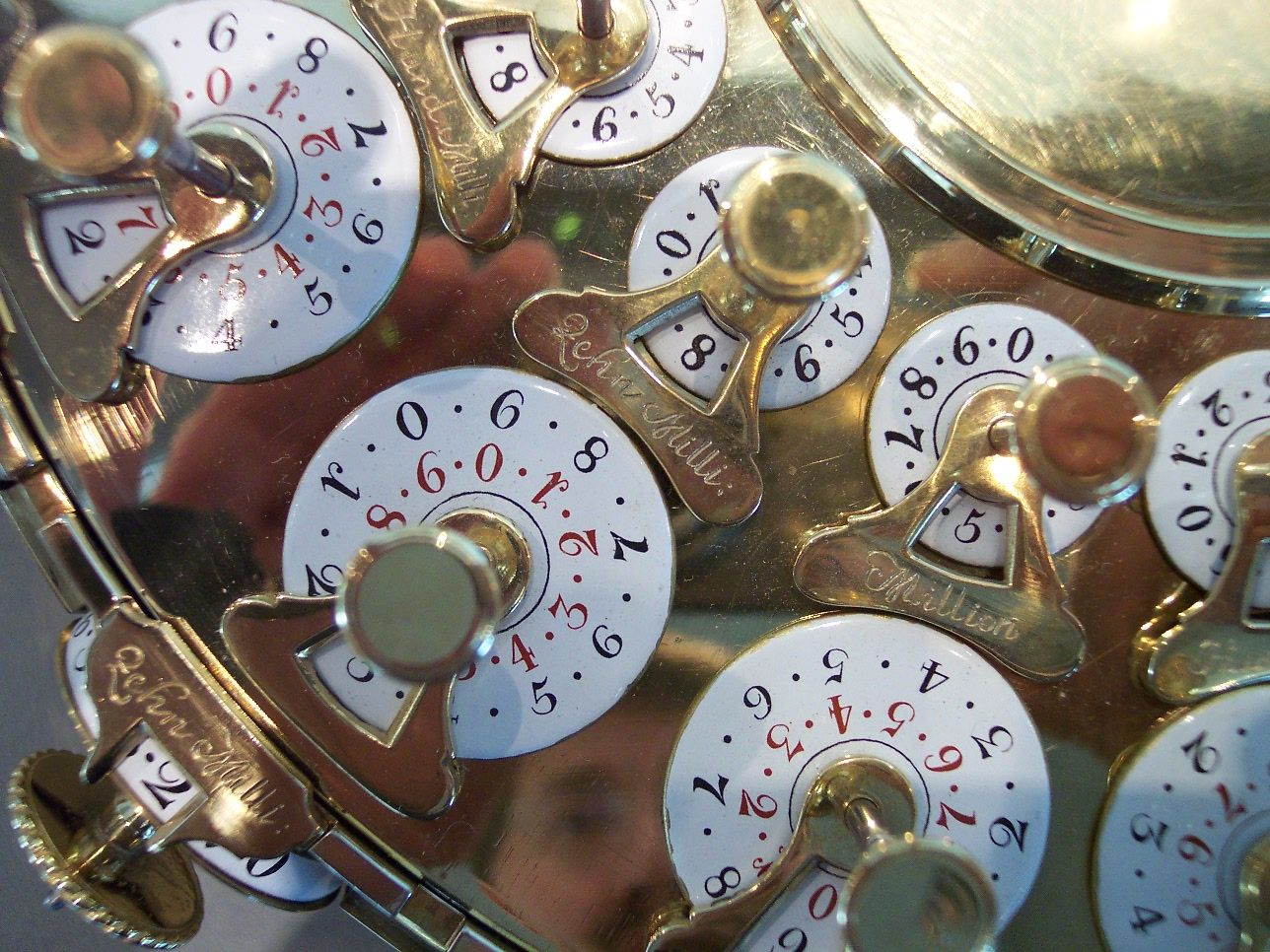
Detail der Rechenmaschine von Johann Helfrich Müller

Johann Helfrich Müller, ab 1810 von Müller, (* 16. Januar 1746 in Kleve; † 12. Juni 1830 in Darmstadt) war ein deutscher Bauingenieur und Oberstleutnant. Müller arbeitete als Oberbaudirektor in Darmstadt.
Er war der Sohn von Lorenz Friedrich Müller (1715–1796), Oberst der Artillerie und Oberbaudirektor in Giessen, und dessen Frau Maria Magdalena Josepha Hambloch (1726–1800). Sein Bruder war Franz von Müller, ein britischer Oberstleutnant, beide 1810 in Hessen geadelt. Der Journalist und Schriftsteller Helfrich Peter Sturz ist ein Vetter.

## Leben
Müller wurde bekannt, als es ihm zwischen 1782 und 1784 gelang, eine funktionsfähige 3-Spezies-Rechenmaschine herzustellen, welche die vier Grundrechenarten mittels eines 14-stelligen Rechenwerkes ausführen konnte. Die Operanden wurden dabei über manuelle Drehwähler voreingestellt. Es handelte sich um eine Maschine nach dem Staffelwalzen-Prinzip. Am 24. Juni 1784 führte er die Maschine an der Akademie der Wissenschaften zu Göttingen vor. Von Müller nutzte die Maschine für die Aufstellung von Tabellen für die Rauminhaltsberechnung von Stammholz und Holzzuschnitten. Diese Tafeln wurden 1788 in Frankfurt/Main verlegt. Es konnte jedoch kein Investor für eine Serienfertigung der Rechenmaschine gefunden werden. Ludwig I. von Hessen-Darmstadt hingegen kaufte die Maschine für 4000 Gulden.
Müller war der Erste in der Geschichte der Mathematik, der nachweislich den Gedanken äußerte, mathematische Tabellen automatisch von einer Rechenmaschine erstellen zu lassen. Dazu plante er die Ausführung einer druckenden Maschine, einer Differenzmaschine. Es kam jedoch zu keiner Ausführung.
Für seine Leistungen wurde er am 23. Juni 1810 vom Großherzog von Hessen geadelt.

## Werke
Müller nutzte seine Maschine um Rechentafeln zu überprüfen und veröffentlichte seine Ergebnisse als Buch:
- Neue Tafeln, welche den cubischen Gehalt und Werth des runden, beschlagenen und geschnittenen Bau- und Werkholzes enthalten: verfertigt mittelst der Müllerischen Rechenmaschine : nebst einer Anweisung wie daraus der Gehalt richtiger als bisher gefunden werden könne[3]

Nach seinen Plänen wurde 1780 der Marktbrunnen (Darmstadt) erbaut.

## Familie
Er war seit 1781 verheiratet mit Johanetta Catharina Fabrice von Westerfeld (1761–1830), der Tochter von Esaias Fabrice von Westerfeld auf Westerfeld (1709–1779) und Elisabeth Katharine Schröder (1724–1765). Das Paar hatte drei Söhne und zwei Töchter; alle starben früh, bis auf die Tochter Friederike (1784–1841). Sie war verheiratet mit Freiherr Ludwig von Gall (1769–1815), einem Hessen-Darmstädter Generalmajor. Diese sind die Eltern der Schriftstellerin Louise von Gall (1815–1855).